# Patrimoine documentaire
Le patrimoine documentaire est un domaine du patrimoine culturel matériel et mobilier axé sur la conservation et la communication de documents d'intérêt patrimonial tels que des volumes reliés, des œuvres sur papier, des documents iconographiques sur différents supports tels que des lithographies, des gravures et des eaux-fortes, documents cartographiques et manuscrits, éphémères et autres éléments uniques. Ces documents et œuvres peuvent présenter un intérêt pour l'exposition, la recherche scientifique et la préservation pour les générations futures, et peuvent être préservés grâce à des mesures de conservation préventives et interventionnistes. Le caractère de ces documents peut intéresser la mémoire collective d'un public limité, comme une carte d'une région ou d'une ville du XVIIe ou du XVIIIe siècle, ou peut témoigner d'un niveau de génie créatif humain doté d'une valeur universelle exceptionnelle, comme une collection de littérature qui illustre l'esprit humaniste de la Renaissance européenne ou les dessins architecturaux d'une structure qui a influencé la disposition spatiale des bâtiments à travers plusieurs cultures et périodes.

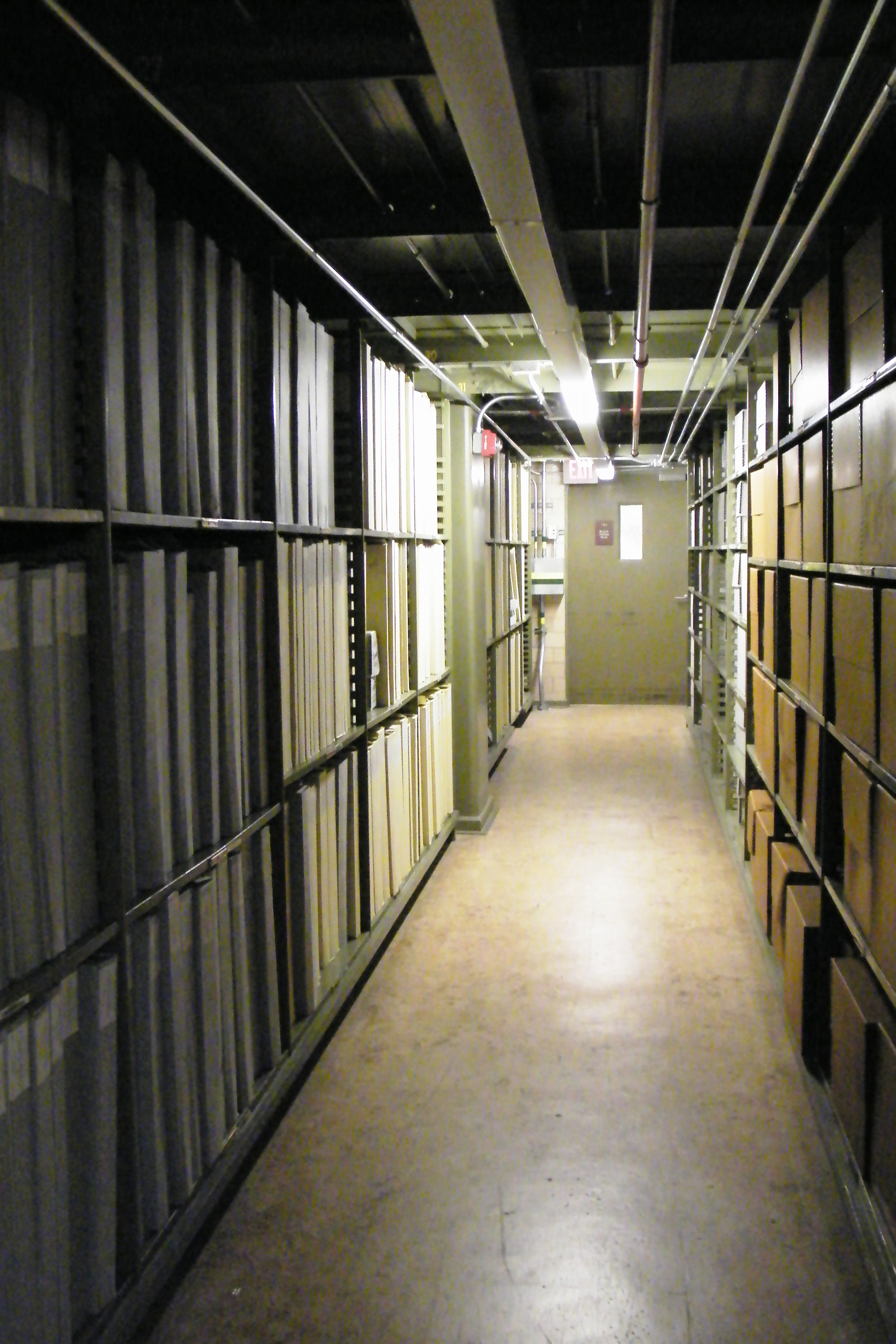
National Archives and Records Administration, Washington, D.C.

## Supports techniques

### Volumes reliés
Les volumes reliés comprennent des ouvrages sur papier, parchemin ou support similaire enfermés dans des planches généralement composées de vélin, de cuir, de tissu ou de matériaux similaires liés ensemble au sein d'un dos qui forme les joints entre les pages et les planches. Deux formes courantes de papier sont le papier vergé et le papier vélin. Le papier vergé était le plus courant jusqu'à environ 1800 de notre ère et était fabriqué à partir de pâte de bois formée dans une cuve en bois et égouttée à travers un treillis métallique. Ce maillage était composé d'une série de fils perpendiculaires qui formaient des lignes dans la feuille de papier finie, appelées lignes posées et lignes de chaîne. Le papier vergé est chimiquement stable en raison de son pH neutre et est relativement résistant à la dissolution lorsqu'il est immergé dans l'eau. Le papier vélin était le plus courant à partir d'environ 1800 de notre ère et peut être identifié grâce à sa surface lisse qui était tissée à partir de brins de pâte de bois dans une usine de papier. Le papier vélin est chimiquement instable par rapport au papier vergé en raison de son faible pH et est plus sujet que le papier vergé aux brûlures acides et aux rousseurs. Son motif finement tissé le rend également plus fin et plus facile à dissoudre ou à déformer dans l'eau par rapport au papier vergé.

### Documents iconographiques et cartographiques
Les documents iconographiques et cartographiques comprennent des feuilles individuelles de papier ou des supports similaires, qui contiennent des images, des cartes ou des représentations similaires. Les images peuvent être appliquées aux supports grâce à divers procédés d'estampe tels que la lithographie, la gravure et l'eau-forte. En lithographie, une image est appliquée sur une pierre dont les propriétés chimiques permettent de copier l'image via une presse en une série d’impressions. En gravure, une image est gravée sur une plaque de cuivre ou de zinc avec un burin, ou outil pointu, qui permet à l'encre de se répandre dans les creux sculptés de la plaque et de la transférer sur le support, formant ainsi l'image. Pour l'eau-forte, un acide mord chimiquement un mélange broyé sur la plaque pour former des évidements au lieu d'une gravure mécanique avec le burin, ce qui permet d'appliquer des images colorées sur le support à l'aide de mélanges broyés durs et mous et de plusieurs plaques d'eau-forte, chacune sculptée de différents évidements pour accueillir des lignes de différentes couleurs appliquées à différents endroits sur le support.

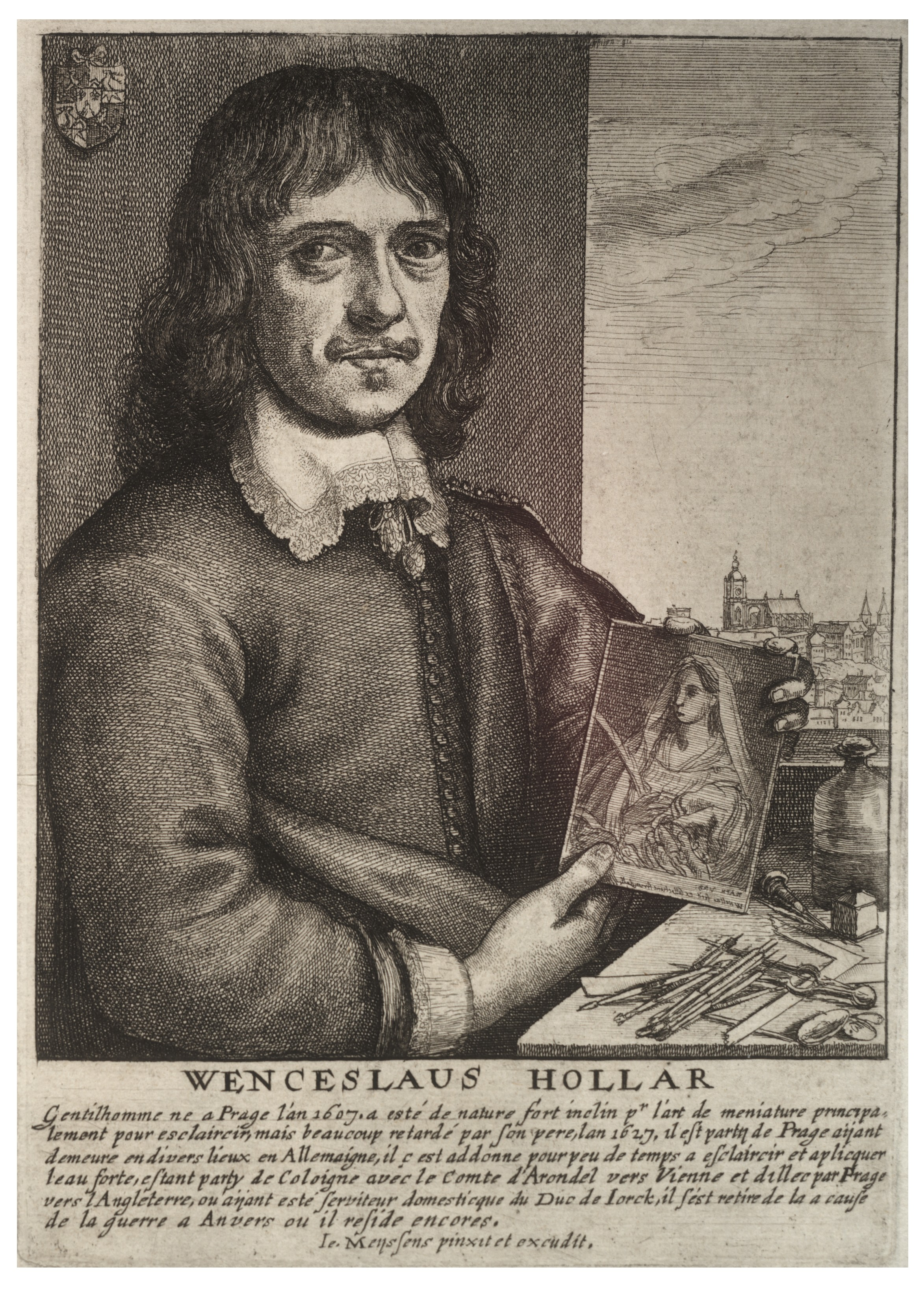
Dessin de Wenceslaus Hollar

### Manuscrits
Les manuscrits sont des documents qui peuvent comprendre des volumes reliés ou des feuillets individuels, dans lesquels chaque exemple a été copié ou dessiné sans l'aide de procédés mécaniques tels que des presses à imprimer ou des techniques de gravure. Puisqu'il n'y a pas deux manuscrits copiés de manière identique, les manuscrits sont considérés comme exemplaire unique, ce qui signifie qu'il ne peut y avoir plus d'un exemplaire identique de chaque document existant. Les caractéristiques communes aux manuscrits plus longs incluent la capitulation, dans laquelle le contenu du manuscrit est organisé en chapitres regroupés sous des titres, et la rubrique, dans laquelle les titres des chapitres sont dessinés en rouge pour une différenciation supplémentaire par rapport au corps du bloc de texte noir.

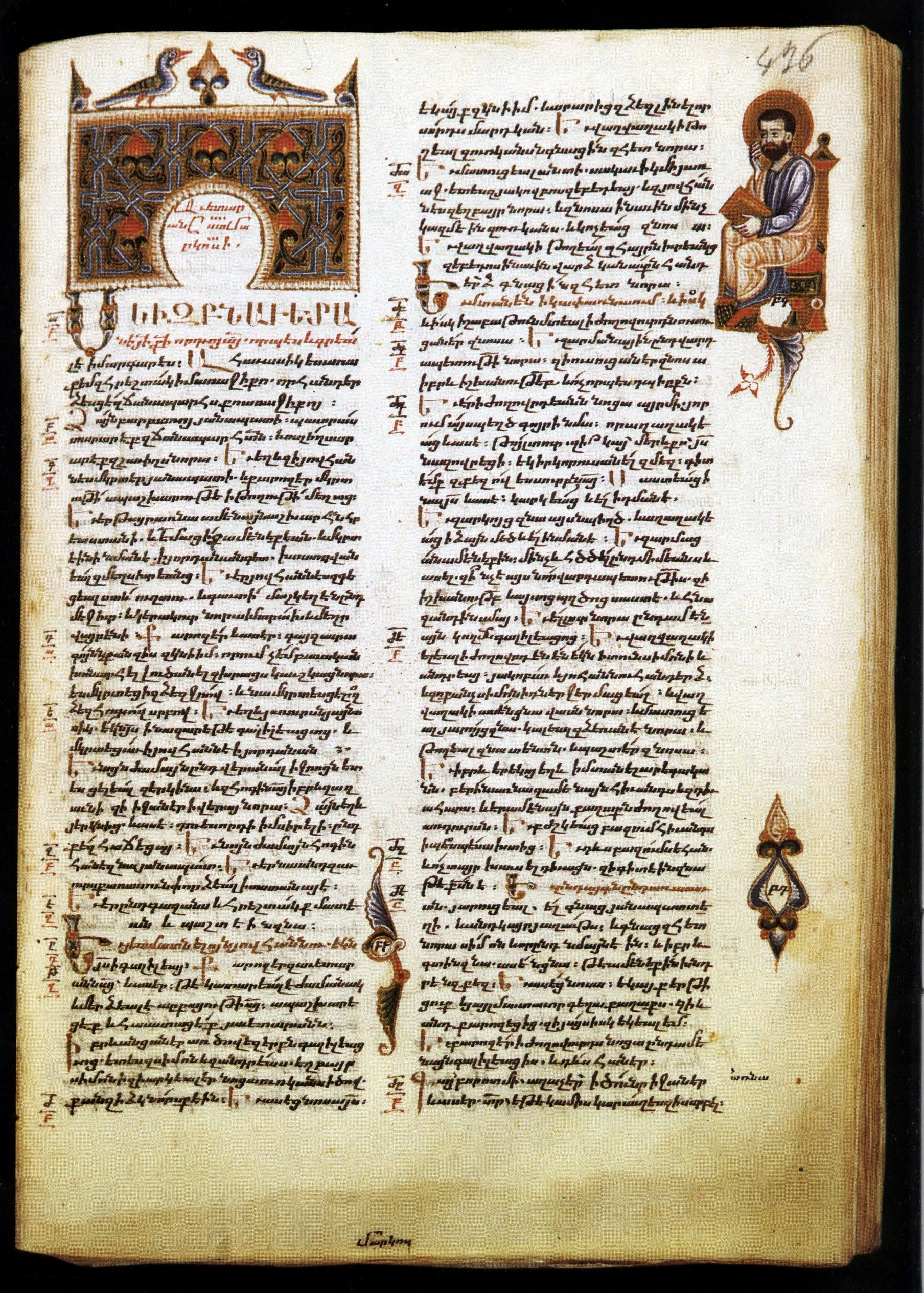
Manuscrit arménien avec sommaire et rubriques

## Méthodes de conservation préventive

### Cohérence de la température et l’humidité relative
Les documents patrimoniaux sont mieux conservés dans un environnement avec une température et une humidité relative stables. Les fluctuations des conditions climatiques associées aux greniers, sous-sols et toilettes peuvent faciliter un mauvais état de conservation en raison des faiblesses chimiques et physiques des supports, telles que l'expansion et la contraction des joints, des feuilles et des points de fixation. Les environnements humides contribuent également à la propagation de menaces chimiques contre l’intégrité des documents, telles que la moisissure et la pourriture rouge, qui sont souvent irréversibles et constituent une menace pour l’intégrité et la sécurité des collections patrimoniales et de leurs gestionnaires. Les thermomètres et hygromètres conçus pour être utilisés autour des matériaux du patrimoine documentaire peuvent être obtenus à relativement peu de frais auprès des fournisseurs de conservation.

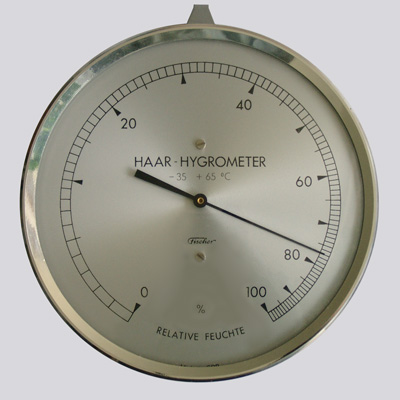
Hygromètre à cadran

### Protection contre la lumière directe du soleil et les rayons UV
Le rayonnement solaire et les rayons UV/UVB peuvent constituer une menace pour l’intégrité des œuvres sur papier. Dans la mesure du possible, les documents iconographiques encadrés peuvent être accrochés aux murs contre les fenêtres ou stockés dans des magazines dédiés au lieu d'être accrochés aux murs en face des fenêtres afin de minimiser l'exposition directe au soleil. De plus, des objets de collection plus importants peuvent justifier d'envisager un investissement dans un cadre en verre UV lors de leur exposition, qui filtre bon nombre des formes de rayonnement les plus nocives qui peuvent provoquer une décoloration et des dommages chimiques à l'œuvre.

### Entretien et manipulation
La manipulation physique des œuvres du patrimoine documentaire avec les mains peut être minimisée afin de réduire le risque de dommages physiques dus aux feuilles déchirées et aux bords usés ainsi que les dommages chimiques dus aux acides uriques de la peau entrant en contact avec le support et le brûlant ou le roussissant. Le lavage fréquent des mains réduit le risque de dommages chimiques, car la plupart des acides uriques de la peau se trouvent dans la sueur et peuvent être éliminés par lavage. À quelques exceptions près, comme la manipulation de négatifs photographiques, le risque de dommages physiques l'emporte sur le risque de dommages chimiques aux documents du patrimoine documentaire, et les avantages du port de gants comme barrière contre les acides de la peau transférés sur les supports sont généralement contrebalancés par les risques de dommages physiques aux feuilles causés par une diminution de la sensation et de la dextérité liée au port des gants.
Les volumes reliés ne doivent pas être ouverts à un angle supérieur à 100 degrés en raison du risque d'endommagement des joints où le dos est attaché aux planches. Cela peut éventuellement entraîner le détachement des tableaux du bloc de texte. Ce risque peut être atténué grâce à l'utilisation de copies numériques au lieu de consultations physiques fréquentes et, dans le cas où le document physique doit être consulté, grâce à l'utilisation de supports de livres. Alors que la conservation et la communication ont souvent été considérées historiquement comme des intérêts antithétiques et concurrents au sein des collections patrimoniales, la numérisation peut contribuer simultanément à la réalisation de ces deux objectifs en facilitant l'accès aux documents à un public plus large que celui qui pourrait y accéder physiquement dans une salle de consultation ou de lecture, tout en réduisant le risque d'atteinte à l'intégrité des œuvres du fait d'une réduction des consultations et des manipulations physiques.

### Supports de livres
Les supports de livres sont constitués d'un groupe de mousse de polyuréthane en forme de coin, ou d'un support similaire, conçu pour réduire l'angle d'ouverture d'un livre pendant la consultation. Cela permet de garantir l’intégrité des dos et des articulations des volumes reliés. Ce berceau est complété par des serpents, qui réduisent le besoin de contact physique entre les mains du chercheur et le document en maintenant les pages enfoncées pendant la consultation sous l'angle souhaité. Les signets sans acide sont utilisés pour parcourir les lignes sur les pages plutôt que pour un contact physique avec la page.

### Boitiers de protection
Les boîtiers de protection, tels que les dossiers à quatre rabats et les emboîtages à rabats, peuvent contribuer à la conservation du patrimoine documentaire en réduisant l'exposition entre les documents et leur environnement, tels que les risques d'usure des bords, de moisissure, de pourriture rouge et de changements rapides d'humidité relative.

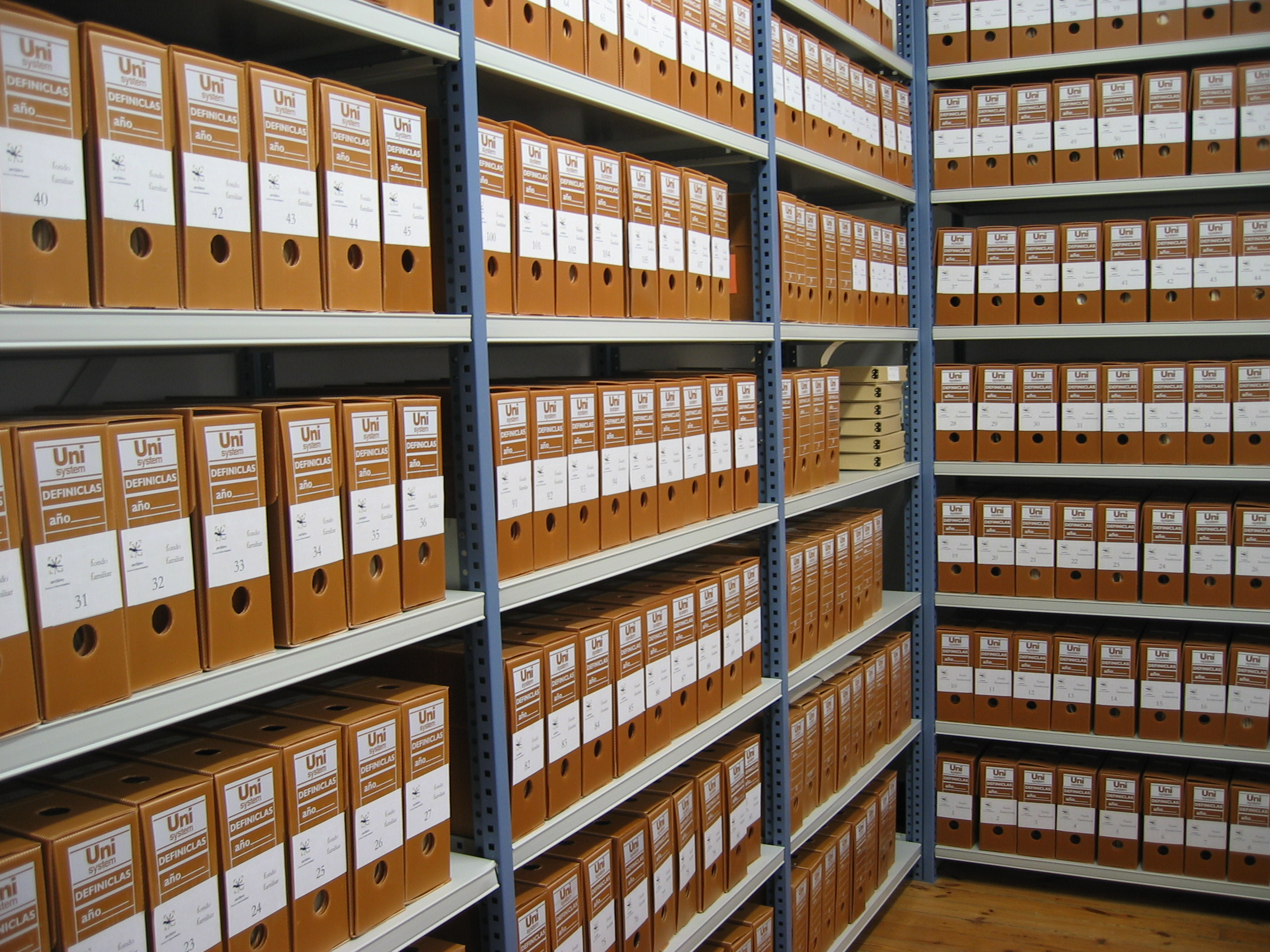
Emboîtage à rabats

### Encadrement et montage
L'encadrement de documents iconographiques et cartographiques exposés ou stockés dans un magazine peut contribuer à servir d'enceinte de protection entre les documents et leur environnement, par exemple lorsque le cadre est résistant à l'eau ou contient du verre UV pour réduire le risque de dommages causés par les radiations et décoloration. Les documents peuvent être fixés au dos des cadres à l'aide de charnières humides, qui peuvent être retirées du document sans endommager le support. Le montage à sec, ou la pratique consistant à coller définitivement une œuvre sur le panneau arrière d'un cadre, peut souvent être réversible grâce aux traitements de conservation, surtout si le document a été imprimé sur papier vélin. Le patrimoine documentaire sur papier vergé monté à sec au dos d'un cadre peut parfois être conservé en plongeant l'œuvre dans une solution douce afin de dissoudre la colle de fixation sans déformation ni dissolution excessive du support.

## Méthodes de conservation interventionnistes
Les conservateurs du patrimoine utilisent le domaine de la conservation interventionniste pour restaurer le patrimoine documentaire endommagé dans un état de conservation stable, tandis que la conservation préventive se concentre sur la prévention des dommages aux documents grâce à des contrôles environnementaux, à un entretien et à une manipulation soigneuse. Les professionnels des bibliothèques, des archives et des musées recommandent de consulter un restaurateur avant d'entreprendre tout projet important de restauration de matériaux du patrimoine documentaire afin d'éviter tout risque excessif pour l'intégrité des œuvres.

## Protection de patrimoine culturel contre les menaces humaines et naturelles

### Bouclier Bleu international

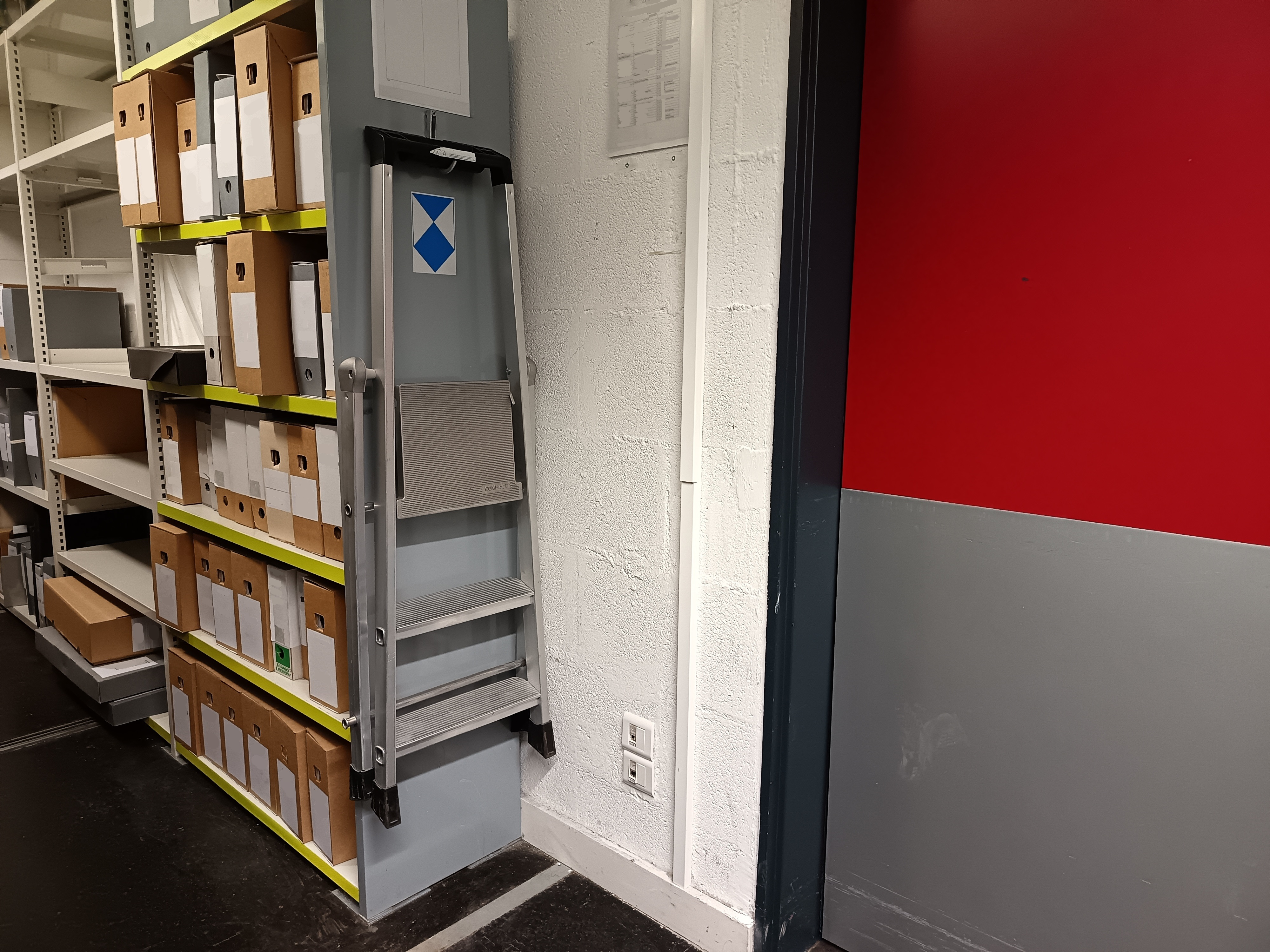
Bouclier bleu dans des archives.

Le Bouclier Bleu est une organisation internationale qui contribue à protéger les biens culturels contre les menaces telles que les conflits armés et les catastrophes naturelles, conformément à la Convention de La Haye de 1954 pour la protection des biens culturels en cas de conflit armé. L'emblème du Bouclier Bleu désigne les biens culturels qui, selon le droit international, doivent être protégés.

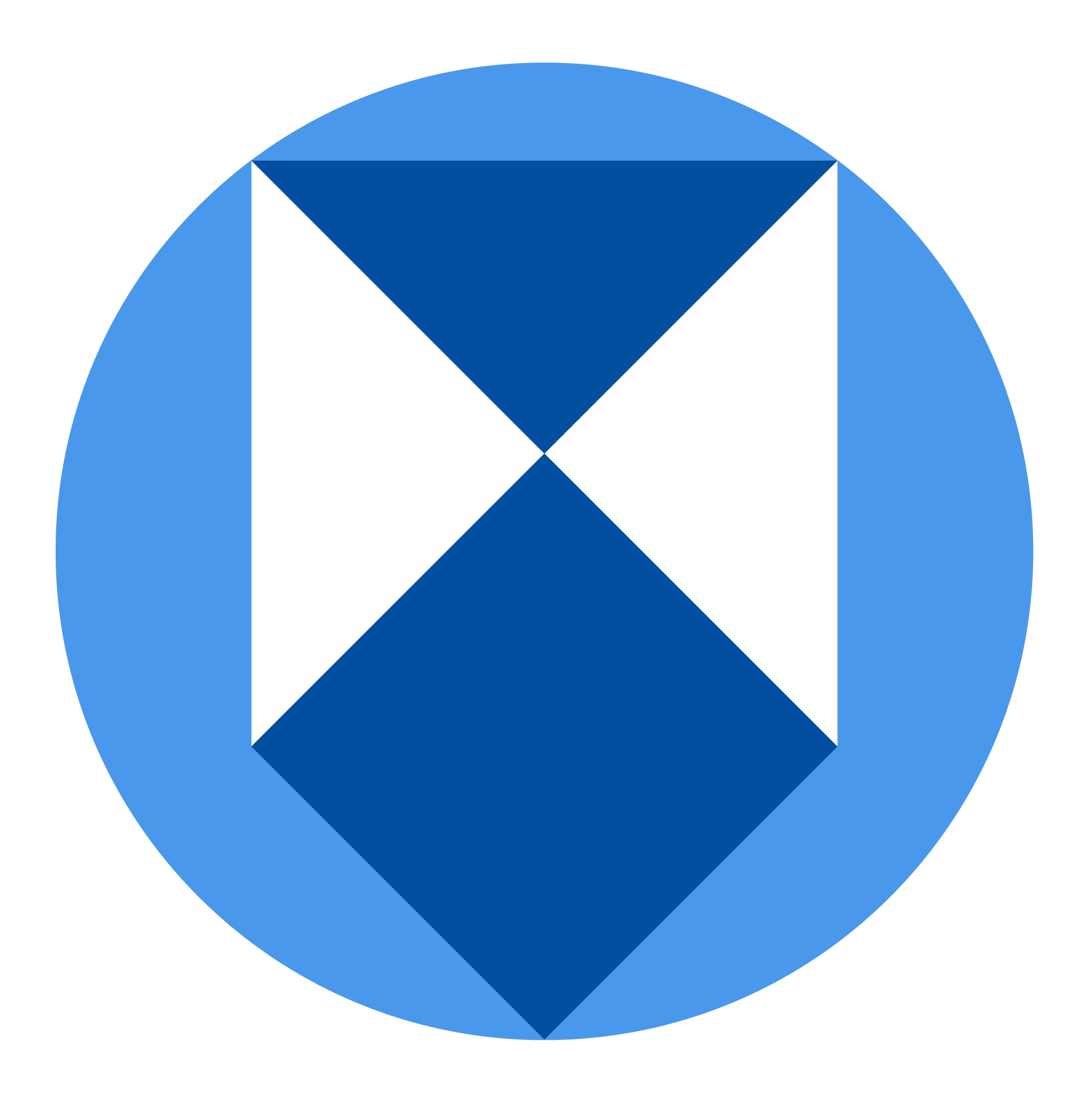
Bouclier Bleu pour la protection de l'héritage culturel et naturel, tangible et intangible, dans l'éventualité d'un conflit armé ou d'un désastre d'origine naturelle ou causé par l'Homme

### Registre de la mémoire du monde de l'UNESCO
Le Registre de la mémoire du monde est une collection du patrimoine documentaire que l'Organisation des Nations unies pour l'éducation, la science et la culture désigne comme ayant une valeur universelle exceptionnelle pour la mémoire collective du patrimoine culturel mondial. L'inscription des documents au registre aide les restaurateurs à mobiliser des ressources pour la conservation et la communication.

Logo du programme Mémoire du Monde de l'UNESCO

### Réglementations nationales sur la protection des biens culturels et contrôles des exportations
De nombreux pays, comme la France et l'Italie, réglementent le mouvement du patrimoine documentaire entre les points d'entrée et imposent des contrôles à l'exportation et des restrictions sur le mouvement des biens culturels dans le but de préserver le caractère documentaire et l'importance que ces œuvres peuvent avoir pour la mémoire collective des régions, des nations et des sujets de valeur universelle. Souvent, les œuvres d'art et autres formes de biens culturels corporels et mobiliers qui dépassent un seuil supérieur à une certaine valeur monétaire nécessitent un certificat d'exportation d'un ministère de la culture ou d'une organisation gouvernementale similaire avant que le bien culturel puisse quitter le pays d'origine à des fins telles que vente aux enchères ou prêt pour exposition dans un musée ou autre institution culturelle étrangère. La spoliation et le rapatriement des biens culturels pillés en période de conflit armé ont servi de base à la reconstitution de nombreuses collections dispersées d'intérêt patrimonial. De nombreux pays offrent des incitations fiscales pour le rapatriement ou le don de biens culturels à des institutions publiques telles que les archives, les bibliothèques et les musées.